# Metal – A Headbanger’s Journey
Metal – A Headbanger’s Journey ist ein kanadischer Dokumentarfilm aus dem Jahr 2005 über die Hintergründe und Entstehung der Musikrichtung Metal und der damit verbundenen kulturellen Aspekte. Der Film beleuchtet als Szenereport auch verschiedene soziologische Verhältnisse.

## Inhalt

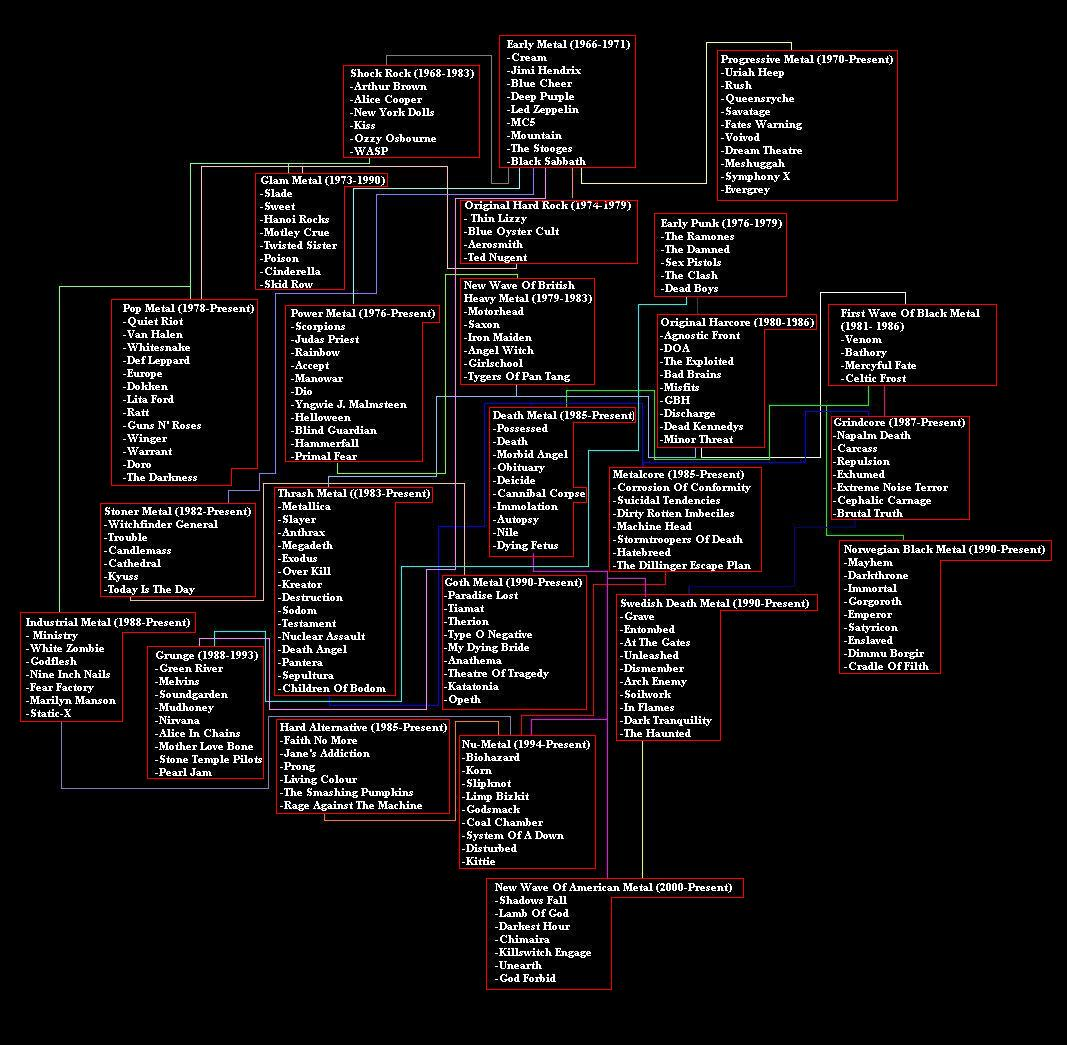
Darstellung von Metal-Genres und -Subgenres im Film

Der Film startet mit einem Bericht über Dunns Kindheit, der aufzeigt, wie er sich der Subkultur anschloss. Der Hauptteil des Films startet dann mit Dunns Aufbruch zu einer Art Weltreise, bei der er auf Festivals, Konzerten und anderen Örtlichkeiten in England, Deutschland, Norwegen, Kanada und den USA die unterschiedlichsten Personen und Persönlichkeiten zum Thema Metal interviewt und auch selbst moderiert. Zwischendurch werden auch immer wieder Konzertausschnitte gezeigt.
In die eigentliche Thematik des Filmes, ein umfassender Überblick über die Metal-Szene, wird mit der frühen Geschichte des Musikstils eingestiegen. So werden „Heavy-Metal-Fans der ersten Stunde“ interviewt, und der Aufstieg der damals jungen Band Black Sabbath, Ende der 1960er / Anfang der 1970er Jahre, aus dem Underground-Milieu hin zur bekannten Band, mit ihrem „ersten düsteren, ‚dämonischen‘ Weg in der Musikgeschichte“ aufgezeigt.
Im Folgenden werden die Themen „Der Sound“ und „Musikalische Wurzeln“ behandeln, bei denen auch der Einfluss des Tritonus, der klassischen Musik, der Oper und des Blues auf den Metal hinterleuchtet wird. Auch ein Blick auf das „Umfeld“ der Szene wird geworfen, wozu Dunn zahlreiche berühmte Künstler und Bands interviewt.
Anschließend geht es um die „Fans“. Auch hier werden vor allem Interviews geführt, der Fokus liegt aber auf Metal-Fans, die ihre persönliche Geschichte erzählen, wie sie zu dieser Subkultur kamen, was sie persönlich für sie bedeutet, welche Gefühle bei ihnen beim Hören der Musik oder auf Konzerten ausgelöst werden, und wieso sie gerade diese Musik so fasziniert und begeistert.
Es folgt ein Abschnitt über die „Szenen-Kultur“. Zentraler Bestandteil dieses Abschnittes ist der Besuch Dunns auf dem Wacken Open Air 2004. Ziel ist es, „die Gründe [zu] erkunden, die die Fangemeinde vereint“, so Kathrin vom Metal-Webzine metal-district.de. den Abschluss des Kapitels bildet ein eher inhaltsloses, kontroverses Interview mit Blasphemer und Necrobutcher von der norwegischen Band Mayhem und eines mit dem Sänger Ronnie James Dio.
Während im bisherigen Verlauf der Handlung nahezu ausschließlich nur die positive Seiten und Aspekte der Thematik aufgezeigt wurden, werden nun ernstere und kritischere Themen wie Zensur, Religion etc. behandelt.
Eingestiegen wird in dieses Themenspektrum mit dem „ersten organisierten Angriff auf die Metal-Musik“, Anfang der 1980er Jahre, in den Vereinigten Staaten von Amerika. Zu dieser Zeit lehnten sich viele besorgte Mütter gegen Metal-Bands, die Musik und die Szene im Allgemeinen auf, da sie fürchteten, dass dies alles schlechten Einfluss auf ihre Kinder ausüben könnte. So stand Dee Snider mit dem Lied We’re Not Gonna Take It seiner Band Twisted Sister auf der Liste Filthy Fifteen des Parents Music Resource Center (PMRC), auf der Bands eingetragen waren, die zur damaligen Zeit als jugendgefährdend eingestuft wurden.  Besonders detailliert wird auch auf den Gerichtsprozess gegen Dee Snider eingegangen, in dem er dem damaligen amerikanischen Kongress seine Band, die Musik und auch seinen eigenen Lebensstil verteidigen und rechtfertigen musste.
Das folgende Kapitel behandelt die Themen „Geschlechtsidentifikation und Sexualität“. Handlungsort ist hierbei der Las Vegas Strip, um dort in einem Kasino den Sänger der amerikanischen Band Mötley Crüe, Vince Neil, u. a. über das Phänomen der Drag Queens zu interviewen. Pamela Des Barres, Mitglied der Band GTO’s und bekanntes Groupie, befragte Dunn über das Sexualleben in den 1970er und 1980er Jahren und was ihrer Meinung nach eigentlich ein Groupie sei.
Anschließend wird das Thema „Religion und Satanismus“ abgehandelt, zu dem Dunn erneut u. a. Ronnie James Dio interviewt, da diesem neben Gene Simmons von Kiss nachgesagt wird, für die Popularität der mano cornuta verantwortlich zu sein. Auch Tony Iommi von Black Sabbath, der Journalist, Autor und Church-of-Satan-Reverend Gavin Baddeley, Kerry King und Tom Araya von Slayer sowie Alice Cooper äußern sich kritisch und differenziert zur Satansverherrlichung, die dem Metal durch Kritiker, Unwissende und Gegner gelegentlich nachgesagt wird. Eng verbunden mit dieser Thematik ist auch die „zweite Welle“ des Black Metals in Norwegen, im Zuge derer Anfang der 1990er Jahre unter anderem auch Brandstiftungen an Kirchen stattfanden. So reist Dunn nach Norwegen und interviewt den damaligen Gorgoroth-Sänger Gaahl, der einige kontroverse Äußerungen zu diesem Thema von sich gibt.
Den Abschluss der Dokumentation bildet das Thema „Tod und Gewalt“, das ebenso „vorsichtig und kritisch“ wie das vorhergehende, „Religion und Satanismus“, behandelt wird. Zu Dunns Interviewpartnern gehören neben Alex Webster von Cannibal Corpse, die immer wieder durch blutrünstige Plattencover auffallen, auch Soziologen. Angesprochen wird auch der Aspekt, dass diverse Metal-Bands als jugendgefährdend gelten, und in Verruf stehen, junge Menschen zu Morden oder in den Suizid getrieben zu haben. Als Fazit schließt Dunn dennoch, dass es sich bei Metal nur um „harmlose Unterhaltung“ handelt.

## Hintergrund
Der kanadische Kulturanthropologe Sam Dunn ist seit seiner Kindheit Metal-Fan. Nach seiner Diplomarbeit über guatemaltekische Flüchtlinge entschied er sich, eine Kultur zu erforschen, der er selbst angehört, und die seit ihrem Bestehen mit Klischees überhäuft und dementsprechend verurteilt wird. Als Ziel der Dokumentation nennt er den Versuch, aufzuklären, warum Heavy Metal in den Reaktionen darauf derart polarisiert. Im Rahmen dessen interviewt er zahlreiche Musiker der Metal-Szene, aber auch Soziologen, Musikwissenschaftler, Musikjournalisten, Fans und Groupies.
Erstmals gezeigt wurde der Film beim Toronto International Film Festival 2005.
Mit Global Metal hat Sam Dunn einen weiteren Film zum Thema veröffentlicht.

## Interviewpartner

Schriftzug des Filmtitels

### Künstler
- Tony Iommi von Black Sabbath
- Bruce Dickinson von Iron Maiden
- Ronnie James Dio
- Alice Cooper
- Tom Araya und Kerry King von Slayer
- Dee Snider von Twisted Sister
- Rob Zombie
- Lemmy Kilmister von Motörhead
- Dennis „Piggy“ D’Amour und Michel „Away“ Langevin von Voivod
- Corpsegrinder und Alex Webster von Cannibal Corpse
- Angela Gossow von Arch Enemy
- Randy Blythe und Mark Morton von Lamb of God
- Vince Neil von Mötley Crüe
- Gaahl (damals Gorgoroth)
- Blasphemer und Necrobutcher von Mayhem
- Ihsahn und Samoth von Emperor
- Grutle Kjellson und Ivar Peersen von Enslaved
- Joey Jordison und Corey Taylor von Slipknot
- Mercedes Lander und Morgan Lander von Kittie
- Geddy Lee von Rush
- Kim McAuliffe von Girlschool
- Tom Morello von Rage Against the Machine
- Doro Pesch
- James „Munky“ Shaffer von KoRn
- Jørn Inge Tunsberg von Hades Almighty
- John Kay von Steppenwolf

## Sonstige
| - Gavin Baddeley (Autor, Musikjournalist, Reverend der CoS) - Malcolm Dome (Autor, Musikjournalist bei Kerrang! und Metal Hammer) - Donna Gaines (Soziologin) - Chuck Klosterman (Autor, Popkultur-Journalist) - Brian Slagel (Gründer und Inhaber von Metal Blade Records) - Robert Walser (Musikwissenschaftler) - Deena Weinstein (Autor, Musikjournalist) - Rose Dyson (Schriftstellerin) - Keith Kahn-Harris (Soziologe) | - Thomas Jensen (Gründer des Wacken Open Air) - Joey Severance (Tourmanager) - Rob Jones von (DJ bei KNAC) - Eddie Trunk (Radiomoderator, VJ bei VH1 Classic) - Monte Conner (Produzent bei Roadrunner Records) - Bob Ezrin (Produzent bei EMI) - Robert Kampf (Century Media) | - Pamela Des Barres (Groupie) - Sam Guitor (Fan) - Joe Bottiglieri (Fan) - Eric Bryan (Fan) - Rolf Rasmussen (Pfarrer in Norwegen) |

## Kritik
Insbesondere aus der Metal-Szene erhielt der Film meist positive Kritiken und kam auch bei Fans gut an. Kathrin vom Webzine metal-district.de kommt bei ihrer Rezension zum Fazit:

„Ob Sam [Dunn] letztlich mit den Stereotypen aufräumen kann, das muss schon jeder selbst herausfinden, auf jeden Fall gibt er mit seinem Film einen guten Einblick in eine Subkultur, die wohl auch immer eine bleiben wird.
Zusätzlich zu der […] Dokumentation ist die DVD natürlich auch mit [einer Menge] Zusatzmaterial ausgestattet. […] Absolute Kaufempfehlung!“

Allison Benedikt von der überregionalen Zeitung Chicago Tribune schrieb:

“The film is packed with hilarious, often poignant interviews with metal luminaries.”

„Der Film ist vollgestopft mit urkomischen, oft ergreifenden Interviews mit Metal-Größen.“

Zu einem positiven Fazit kommt Jeff Vice, ein Journalist der Zeitung Deseret News aus Salt Lake City:

“A film that manages to be intelligent without being boring, making it one of the better music documentaries in recent memory.”

„Ein Film, dem es gelingt, intelligent zu sein ohne langweilig zu werden, was ihn zu einem der besseren Musikdokumentationen der jüngeren Zeit macht.“

## DVD
Die am 1. Juni 2006 erschienene DVD zum Film enthält zusätzlich noch etwa 16 Minuten an weggefallenem Material und 20 Minuten Interviews. Da er für seine Darstellung des norwegischen Black Metal einige Kritik einstecken musste, reiste Sam Dunn ein zweites Mal nach Norwegen und drehte über seine Erlebnisse und erweiterten Nachforschungen noch die 25-minütige Kurzdokumentation „Black Metal in Norwegen“.